# Hellboy - Fiumi di sangue
Hellboy - Fiumi di sangue (Hellboy: Blood and Iron) è un film d'animazione del 2007 diretto da Victor Cook e Tad Stones.

## Trama
In una serie degli agghiaccianti flashback giocati in ordine cronologico inverso, si racconta che nel 1939 il professor Trevor Bruttenholm indagò su una serie di omicidi nell'Europa orientale. Erzebet Ondrushko, una terribile vampira che si lavava nel sangue di innocenti per rimanere bella e giovane, in cui ne era responsabile. Aveva venduto la sua anima alla malvagia regina delle streghe, la dea Ecate, e aveva appena rapito la fidanzata di uno dei cittadini. Quando la squadra di ricerca ha affrontato Erzebet nel suo castello, tutti i membri del gruppo sono stati uccisi orribilmente, e Bruttenholm è stato lasciato ad affrontarla da solo. La ingannò alla luce del sole, distruggendola efficacemente.
Al giorno d'oggi, l'anziano Bruttenholm, che è superata con i ricordi del suo incontro con Erzebet, prende un particolare interesse in una trovata pubblicitaria caso negli Hamptons a Long Island. Un ossessionante è stato segnalato in una villa recentemente acquistata dallo sviluppatore Oliver Trumbolt, un amico di un senatore degli Stati Uniti con le mani nel budget del B.P.R.D., e considerato una priorità bassa. Bruttenhom insiste sul fatto che la loro squadra più avanzata dovrebbe andare: Hellboy, Liz Sherman, Abe Sapien e il giovane agente Sydney Leach così come se stesso (con sorpresa di tutti). Bruttenholm non spiega le sue motivazioni in un primo momento.
Anna, una giovane promessa sposa arrossata viene incontrata per strada da due anziane donne che la incoraggiano ad andare al suo abito da sposa, dove incontra Erzebet, che ha già ucciso il proprietario del negozio e il suo bambino. Anna commenta innocentemente che Erzebet le ricorda la sua sorella "più grande", offendendola finché non si accorge che Erzabet non ha alcuna riflessione. Lei urla e tutto diventa buio. Più tardi, dopo aver saputo che il padre Lupescu era quello che convinse Anna ad andare al suo vestiario nonostante le sparizioni delle ragazze del villaggio, Erzabet gli faceva visita, spaventandolo con i suoi poteri oscuri e confermando che la sua fede non è abbastanza per mantenere il suo potere di influenzare la città.
Il team del B.P.R.D. arriva al sito di Trumbolt e si mette in marcia per indagare sull'ospito. Nonostante alcune finestre aperte, una raccapricciante riproduzione realistica di Erzabet e un vecchio guardiano, sospettosamente familiare, tutto sembra normale fino a che cade la notte e incontrano strane apparizioni spettrali, che culminano in dozzine di spiriti delle precedenti vittime di Erzebet. Eccitato dal fatto che possa aver trovato una miniera d'oro, Trumbolt ignora gli avvertimenti del professore e viene attaccato.
Anna va a trovare il padre Lupescu che la convince che non deve temere il pericolo perché la chiesa è forte e la fede la manterrà in pericolo. Si affretta a farla finita, incontrando il professor Bruttenholm mentre se ne va. Bruttenholm cerca di spiegare a Lupescu la vera natura di Erzabet e la sua fedeltà a Ecate, ma si offende e allontana il professore.
Usando le sue abilità per individuare il metallo, Leach trova un passaggio segreto attraverso la cantina della casa, inavvertitamente attraversando il corpo di Trumbolt, prosciugato di sangue. Il sangue è stato posto in una vasca da bagno, apparentemente per il risveglio di Erzebet. Bruttenholm e Liz si dirigono verso i giardini per fermare Ecate e le streghe arpie Erzabet dal richiamare la sua schiena dai morti mentre un lupo mannaro attacca Hellboy ed Abe. Abe viene messo fuori combattimento e preso dalle arpie per sperimentazioni mentre Hellboy combatte il lupo mannaro, finendo per sottometterlo e rivelando che è padre Lupescu, il giardiniere che Bruttenholm aveva identificato in precedenza.
Nel frattempo, Liz e Bruttenholm vengono attaccati, prima dai lupi, poi dal corpo appassito di Erzebet, che butta fuori Liz e prende Bruttenholm. Hellboy viene lasciato cadere attraverso un buco nel cortile e incontra Ecate, che è perplessa sul motivo per cui aiuta i mortali, e cerca di attirarlo verso il lato oscuro. Hellboy si rifiuta bruscamente ancora una volta, costringendo Ecate a prendere una forma fisica per occuparsi di lui. Dopo che Abe è scappato da loro, le arpie maledette incontrano Ecate, ma una delle due viene uccisa con la coda, mentre lei si scaglia violentemente con Hellboy e l'altra fugge. Erzebet bagna nel sangue di Trumbolt e si ringiovanisce, ma lei inizia ad appassire e decadere di nuovo per colpa dell'acqua santa che Bruttenholm lo ha aggiunto al bagno, prima di lei. Si spezza una gamba della sedia e la termina. La sua morte fa infuriare Ecate che attacca brutalmente Hellboy e lo ferisce gravemente, ma durante la violenta lotta Hellboy si scaglia contro la malvagia dea fuori dal palazzo che viene sconfitta definitivamente dalla luce del sole, rimanendo un solo sarcofago.
Nell'ultimo flashback, Bruttenholm si sta preparando per il suo viaggio in Transilvania, dove si dice che ci sia un vampiro in libertà. Mentre sta facendo le valigie, arriva il suo dilettante collega e discutono della "mano destra del destino" (la mano di pietra di Hellboy); Bruttenholm afferma che finché esistono le forze del male, il bene si leverà contro di esso, prima di rivelare un'immagine della mano destra di Hellboy, a significare che sarà responsabile della distruzione del mondo.
Hellboy si sveglia nel suo letto, ammirando il padre adottivo Bruttenholm, prima di riaddormentarsi tranquillamente in pace.

## Personaggi e doppiatori
| Personaggio        | Doppiatore originale | Doppiatore italiano |
| ------------------ | -------------------- | ------------------- |
| Hellboy            | Ron Perlman          | Roberto Draghetti   |
| Liz Sherman        | Selma Blair          | Monica Bertolotti   |
| Trevor Bruttenholm | John Hurt            | Emilio Cappuccio    |
| Abe Sapien         | Doug Jones           |                     |
| Kate Corrigan      | Peri Gilpin          |                     |